# فیوجیز
فیوجیز (به انگلیسی: Fugees) نام یک گروه موسیقی هیپ هاپ آمریکایی بود که در میانه دهه نود میلادی شکل گرفت.

## اعضا
- وایکلف ژان: خواننده، رپر و تهیه‌کننده
- لارین هیل: رپر، خواننده
- پراس مایکل: رپر